# Robertus mazaurici
Robertus mazaurici là một loài nhện trong họ Theridiidae.
Loài này thuộc chi Robertus. Robertus mazaurici được Eugène Simon miêu tả năm 1901.